# Cheung Yuen
Cheung Yuen (15 de mayo de 1999) es una deportista hongkonesa que compite en bochas adaptadas. Ganó dos medallas de plata en los Juegos Paralímpicos de París 2024, en las pruebas individual femenina y dobles mixto (clase BC4).

## Palmarés internacional
| Juegos Paralímpicos | Juegos Paralímpicos | Juegos Paralímpicos | Juegos Paralímpicos     |
| Año                 | Lugar               | Medalla             | Prueba                  |
| ------------------- | ------------------- | ------------------- | ----------------------- |
| 2024                | París (Francia)     | Medalla de plata    | Individual BC4 femenino |
| 2024                | París (Francia)     | Medalla de plata    | Dobles BC4 mixto        |